# Andreas-Friedhof (Bratislava)

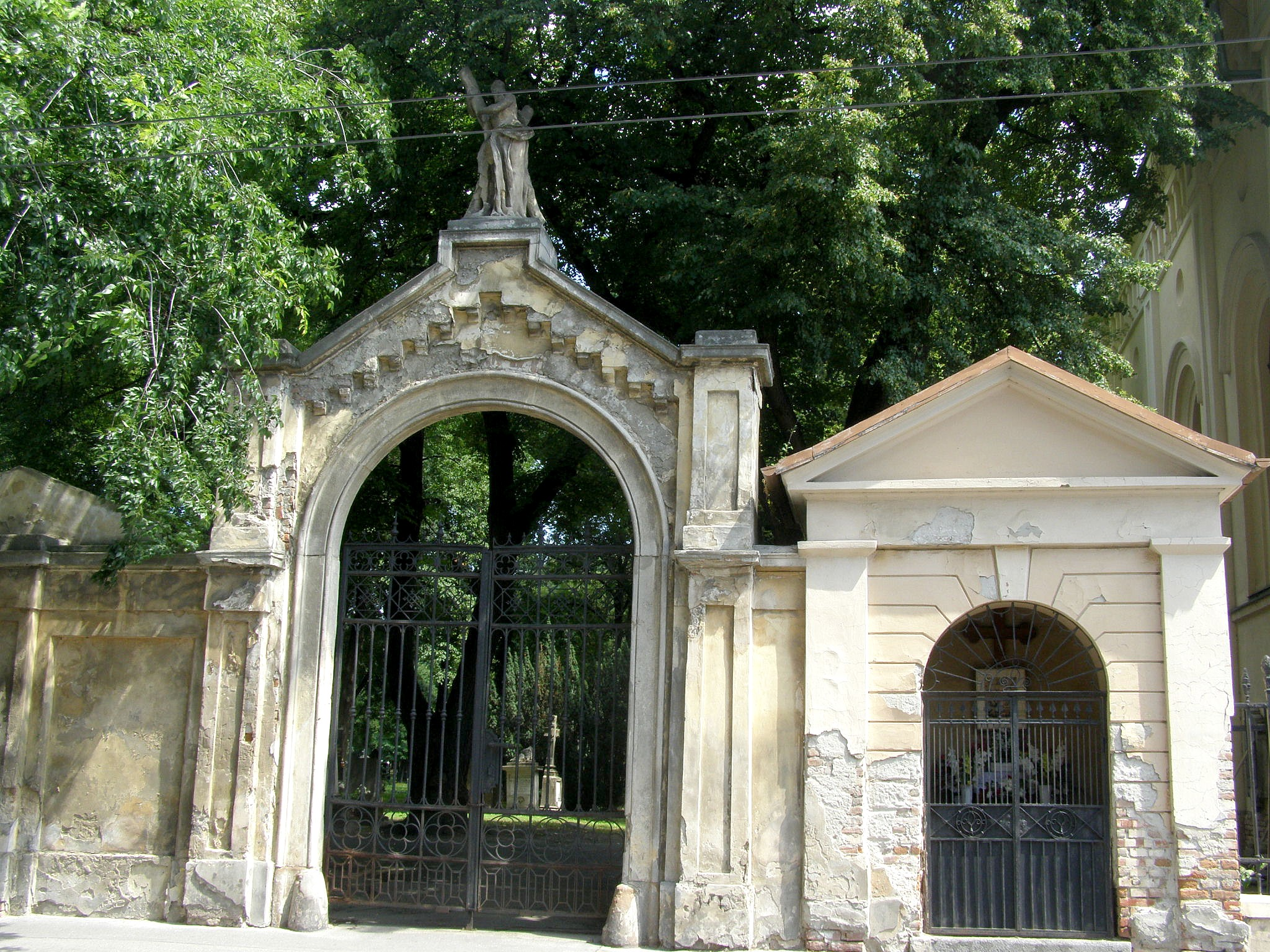
Einer der Eingänge des Friedhofs

Der Andreas-Friedhof (slowakisch Ondrejský cintorín) ist ein ehemaliger katholischer Friedhof in der Altstadt von Bratislava.

## Lage und Geschichte
Der Friedhof weist eine Fläche von sechs Hektar auf und liegt an der Ulica 29. augusta (der früheren Praygasse). Der Friedhof wurde 1784 als Andreas-Friedhof (Cintorín svätého Ondreja) gegründet und ersetzte den älteren und überfüllten Andreas-Friedhof an der Hollého. Es war der katholische Friedhof der Stadt, der ursprünglich zur Pfarre St. Martin gehörte. Der Friedhof wurde bereits von Johann Matthias Korabinsky erwähnt, welcher darüber Folgendes schrieb: „Zwischen hier und den Spitalthor auf der Aecker ist: Der Lazareth oder neue Andreas Freythof [...] 1618 QK-quadrat Klafter.“ Und Paul von Ballus schrieb 1820: „Auf sämmtlichen  Begräbnißplätzen ist es erlaubt und Sitte, die Gräber der Verstorbenen mit Denkmälern zu zieren, was auch von Vielen auf eine bisweilen sinnige und herzliche Weise geschieht, wie dieses im Andreasfriedhofe und dem Gaisthore zu sehen ist. Die Leichen der Vornehmen werden in der Abenddämmerung auf dem Leichenwagen, und wenn der Entseelte vom Adel gewesen ist, mit Wappen und Fackeln geführt...“
Er wurde 1860 erweitert, unter anderem entstand am östlichen Rand eine Reihe von Gräbern, Krypten sowie Aufbahrungskapellen der bedeutenden Bürger- und adeligen Familien wie Palugyay, Lanfranconi und Duka. Begräbnisse fanden bis in die 1950er Jahre statt. Der Zustand des Friedhofs verschlechterte sich unter der kommunistischen Führung. Im Jahr 1966 wurden 15.000 Grabsteine, mit überwiegend deutschen und ungarischen Grabinschriften, gezählt.
In der Zeit von 1976 bis 1980 wurde versucht, den Friedhof in einen Stadtpark zu verwandeln. Dabei wurden zahlreiche Gräber und Grabsteine sowie der barocke Eingang zerstört. Der vorher genannte Ostteil fiel der Erweiterung der Straße Karadžičova zum Opfer. Da viele kleinere Bäume und Holzgewächs entfernt wurden, wurde der Verkehrslärm zum Problem. Am 8. Dezember 1988 wurde der Friedhof zum nationalen Kulturdenkmal erklärt. In den letzten Jahrzehnten fanden noch einige Begräbnisse statt, vor allem Schauspieler wurden hier begraben, so das bekannte Original Ignác Lamár, der Schöne Náci, oder Vavro Šrobár und Július Satinský.

## Auswahl der hier bestatteten Persönlichkeiten
(Chronologisch nach Sterbejahr geordnet)
- Karl Jetting (1730–1790), Diplomat und Weltreisender
- Ignaz Feigler d. Ä. (1791–1847), Baumeister
- Michael Schönbauer (1777–1860), Arzt  (Dr. med.) und Unternehmer, Ehrenbürger der Stadt Preßburg
- Josef Kumlik (1801–1869), Komponist und Dirigent beim Kirchenmusikverein beim Dom zu St. Martin
- Johann Nepomuk Batka d. Ä. (1795 – 1874), Komponist und Musiker
- Karl Mayrberger (1828–1881), Regens Chori beim Kirchenmusikverein beim Dom zu St. Martin in Preßburg
- Johann Hubert (1849–1882), Weinhändler und Inhaber der Sektkellerei Hubert
- Viktor Rumpelmayer (1830–1885), Architekt
- Karl Heiller (1811–1889), Stadtpfarrer von Preßburg, Tit.-Bischof
- Hyazinth János Rónay (1814–1889), Bischof, Journalist und Lehrer des Kronprinzen Rudolph und der Erzherzogin Marie Valerie
- Adolf Hollán de Kislőd (1810–1893), Ministerialrat und Direktor des Landesspitals zu Preßburg
- Ignaz Feigler d. J. (1820–1894), Architekt
- Joseph Poeck (1823–1895), kath. Priester
- Joseph Thiard-Laforest (1841–1897), Komponist, Kapellmeister
- Ferdinand Knauz (1831 – 1898), Dompropst zu St. Martin
- Eduard Maisch / auch 'Majsch' (1845 – 1904), Historienmaler
- Theodor Ortvay (1843–1916), kath. Priester, Historiker
- Karl Angermayer d. Ä. (1838–1917), Buchdrucker, Herausgeber der Preßburger Zeitung
- Johann Nepomuk Batka d. J. (1845 – 1917), Archivar der Stadt Preßburg und Musikkritiker
- Felician Josef Moczik (1861–1917), Franziskaner und Organist
- Eugen Kossow (1860–1921), Dirigent des Kirchenmusikvereins beim Dom zu St. Martin
- Anton Strehlen (1840–1922), Regens Chori des Preßburger Kirchenmusikvereins bei St. Martin
- Ludwig Burger (1850–1936). Regens Chori des Preßburger Kirchenmusikvereins bei St. Martin
- Carl Angermayer d. J. ( 1877–1938), Buchdrucker, Verleger
- Alois Rigele (1879–1940), Bildhauer
- Georg Schariczer von Rény (1864–1945), Generalmajor
- Vavro Šrobár (1867–1950), Politiker
- Alexander Albrecht (1885–1958), Musiker und Komponist
- Ignác Lamár (1897–1967), der „Schöne Náci“
- Július Satinský (1941–2002), Schauspieler

## Architektur
Auf dem Gelände des Friedhofs wurde vom Architekten Ignaz Feigler d. J. eine Einsegnungskapelle errichtet, die am 14. September 1860 von Erzbischof von Gran János Kardinal Scitovszky eingeweiht wurde. Nach der Schließung des Friedhofes wurde die Kapelle an die Griechisch-katholische Kirche zum Heiligen Kreuz übergeben, welche diese zu Gottesdiensten nutzt. Zahlreiche Grabstellen wurden von dem Bildhauer Alois Rigele (1879–1940) gestaltet, der selbst auf dem Friedhof begraben liegt.